# Мале Брезно (Усти на Лаби)
Мале Брезно (чеш. Malé Březno) је насељено мјесто са административним статусом сеоске општине (чеш. obec) у округу Усти на Лаби, у Устечком крају, Чешка Република.

## Становништво
Према подацима о броју становника из 2014. године насеље је имало 500 становника.